# Pompe à solubilité

Échange air-mer de CO_{2}

En biogéochimie océanique, la pompe à solubilité est un processus physico-chimique aquatique qui transporte le carbone sous forme de carbone inorganique total dissous (CT ou DIC pour Dissolved Inorganic Carbon) de la surface de l'océan vers les profondeurs.

## Aperçu
La pompe à solubilité fonctionne en raison de la coïncidence de deux processus dans l'océan :
- La solubilité du dioxyde de carbone est fortement inverse de la température de l'eau de mer (c'est-à-dire que la solubilité est plus grande dans l'eau plus froide).
- La circulation thermohaline est entraînée par la formation d’eau profonde aux hautes latitudes, où l’eau de mer est généralement plus froide et plus dense.

Du fait que les eaux profondes (c'est-à-dire, l'eau de mer des couches sous la surface) se forment dans des conditions de surface encourageant la solubilité du dioxyde de carbone, elles renferment une concentration de carbone inorganique dissous plus élevée que ce que l'on pourrait anticiper en se basant sur les concentrations moyennes en surface. En conséquence, ces deux processus agissent de concert pour transférer le carbone de l'atmosphère vers l'intérieur des océans.
L'une des conséquences de ce phénomène est que lorsque les eaux profondes remontent vers des latitudes équatoriales plus chaudes, elles relâchent significativement du dioxyde de carbone dans l'atmosphère en raison de la moindre solubilité de ce gaz.
La pompe à solubilité a un équivalent biologique appelé la pompe biologique. L'article de Raven & Falkowski (1999) explique les deux processus. 

## Solubilité du dioxyde de carbone

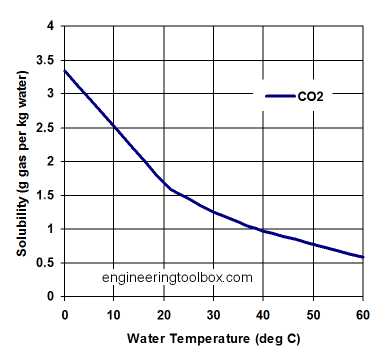
Solubilité du dioxyde de carbone dans l'eau, dépendance à la température

Le dioxyde de carbone, tout comme d'autres gaz, est soluble dans l'eau. Cependant, à la différence de nombreux autres (comme l'oxygène, par exemple), il réagit avec l'eau pour créer un équilibre de diverses espèces, à la fois ioniques et non ioniques, regroupées sous le nom de carbone inorganique dissous (DIC). Il s'agit du dioxyde de carbone libre dissous (CO2(aq)), de l'acide carbonique (H2CO3), du bicarbonate (HCO3−) et du carbonate (CO32−), et ils interagissent avec l'eau comme suit :
L'équilibre de ces espèces carbonatées, qui a une incidence sur la solubilité du dioxyde de carbone, est influencé par des facteurs tels que le pH, comme illustré par un graphique de Bjerrum. Dans l'eau de mer, cet équilibre est régulé par la balance des charges positives provenant de plusieurs ions positifs (comme le Na+, K+, Mg2+, Ca2+) et ions négatifs (comme le CO32− lui-même, le Cl−, le SO42−, le Br− ). En général, l'excès de charge positive résultant de l'équilibre de ces espèces laisse une charge nette positive. Par rapport au système carbonaté, ce surplus de charge positive déplace l'équilibre des espèces carbonatées vers des ions négatifs pour équilibrer les charges. Cela entraîne une diminution de la concentration des espèces libres de dioxyde de carbone et d'acide carbonique, conduisant ainsi à l'absorption océanique du dioxyde de carbone de l'atmosphère pour rétablir l'équilibre. Par conséquent, plus le déséquilibre des charges positives est important, plus la solubilité du dioxyde de carbone est élevée. En termes de chimie des carbonates, ce déséquilibre est désigné sous le terme alcalinité.
Pour la mesure, quatre paramètres fondamentaux revêtent une importance cruciale : 
- le carbone inorganique total (TIC, TCO2  ou CT),
- l'alcalinité totale (TALK ou AT ),
- le pH
- la pCO2.

La mesure de deux de ces paramètres permet de déterminer une large gamme d’espèces dépendantes du pH (y compris les espèces mentionnées ci-dessus). Cet équilibre peut être modifié par un certain nombre de processus. Par exemple, le flux air-mer de CO2, la dissolution/précipitation de CaCO3, ou l'activité biologique telle que la photosynthèse/respiration. Chacun d’eux a des effets différents sur chacun des quatre paramètres de base et, ensemble, ils exercent une forte influence sur les cycles mondiaux. La charge nette et locale des océans reste neutre lors de tout processus chimique.

## Changements anthropiques

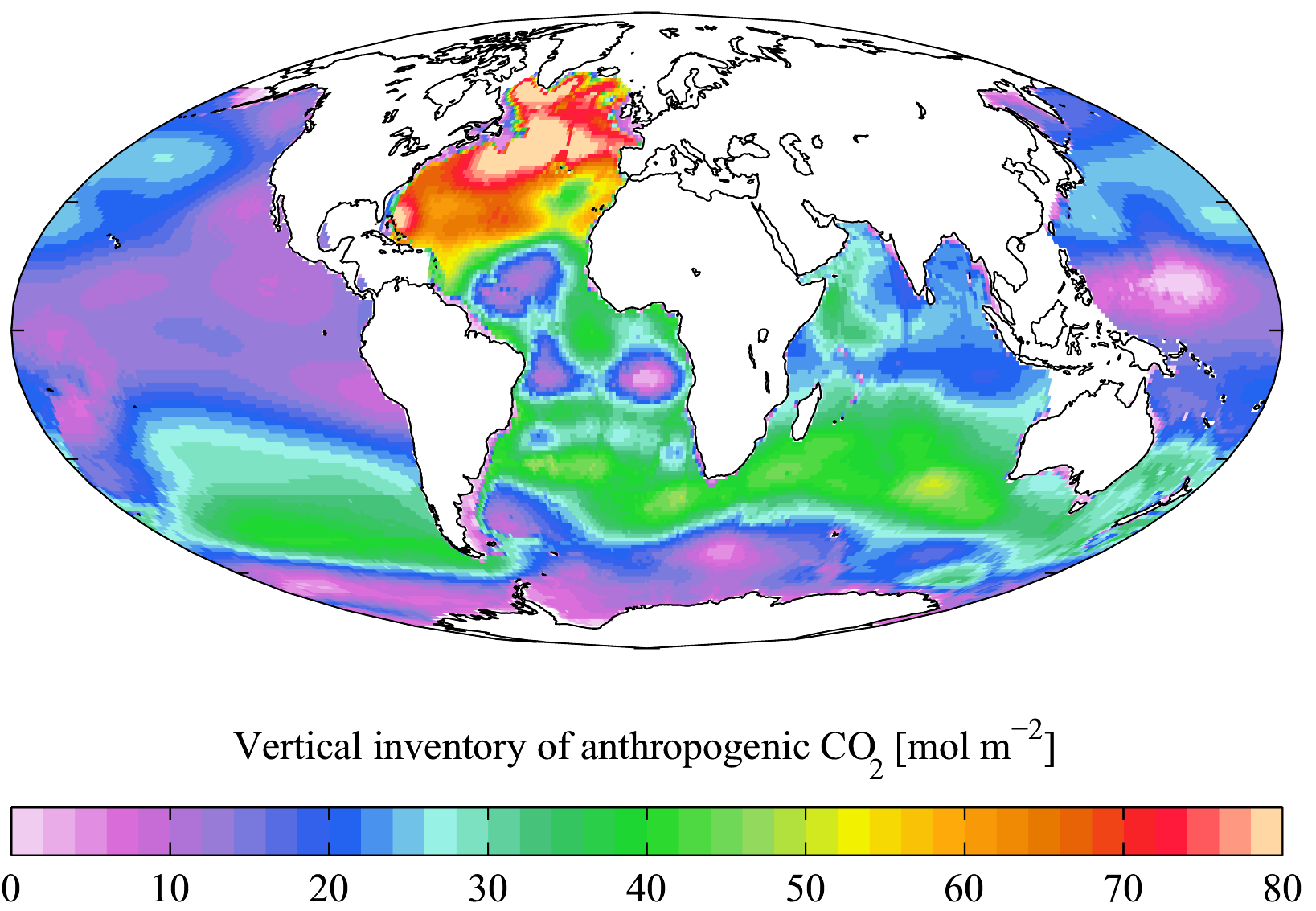
Inventaire vertical du CO_{2} anthropique « actuel » (années 1990)

La combustion de combustibles fossiles, les changements d'affectation des terres et la production de ciment ont entraîné un flux de dioxyde de carbone vers l'atmosphère. À l'heure actuelle, on estime qu'environ un tiers (environ 2 gigatonnes de carbone par an), des émissions anthropiques de CO2 pénètrent dans l'océan. La pompe à solubilité est le principal phénomène à l'origine de ce flux, avec pour conséquence que le CO2 anthropique atteint l'intérieur des océans via des sites de formation d'eau profonde à haute latitude (en particulier l'Atlantique Nord). Par la suite la majeure partie du dioxyde de carbone émis par les activités humaines se dissoudra dans l'océan, mais la vitesse d'absorption n'est pas vraiment déterminée.
Dans une étude sur le cycle du carbone allant jusqu'à la fin du XIXe siècle, Cox et al. (2000) ont prévu que le taux d'absorption du CO2 atteindrait un maximum de saturation à hauteur de 5 gigatonnes de carbone par an d'ici à 2100. Cette saturation était en partie due aux non-linéarités du système carbonaté de l'eau de mer, mais également aux effets du réchauffement climatique. En effet, le réchauffement des océans diminue la solubilité du CO2 dans l'eau de mer, ralentissant ainsi la réaction des océans aux émissions. Par ailleurs, le réchauffement agit en accroissant la stratification des océans, isolant ainsi les eaux de surface des eaux plus profondes. De plus, des modifications dans la circulation thermohaline de l'océan, en particulier un ralentissement, peuvent réduire le transport du dioxyde de carbone dissous vers les profondeurs de l'océan. Cependant, l'ampleur de ces processus demeure incertaine, ce qui complique l'obtention de bonnes estimations à long terme pour le fonctionnement de la pompe à solubilité.
Même si l'absorption par les océans du CO2 d'origine humaine présent dans l'atmosphère contribue à atténuer le changement climatique, elle entraîne une acidification des océans qui peut avoir des répercussions néfastes sur les écosystèmes marins.